# 비톰

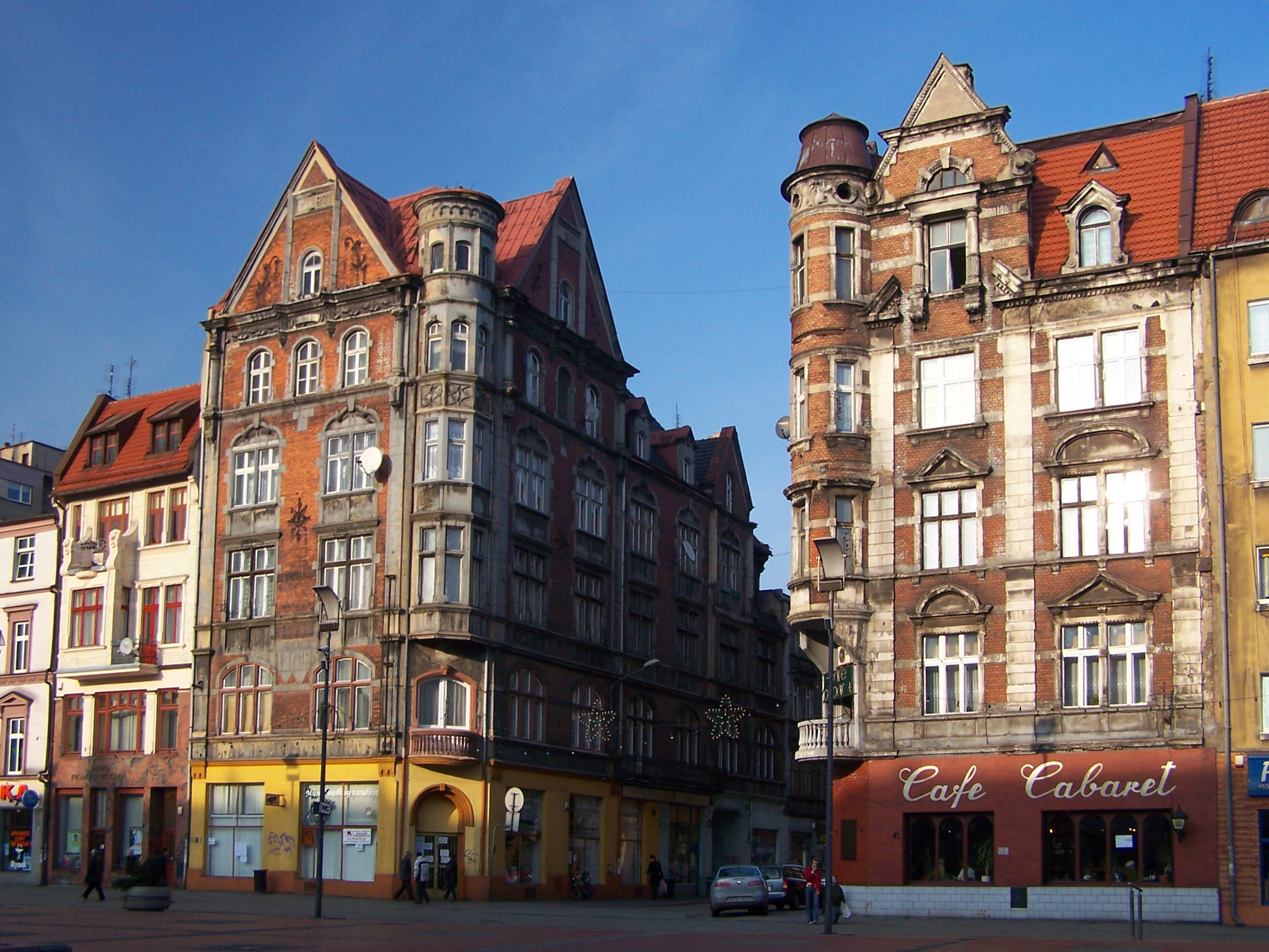
비톰에 있는 시장 풍경

비톰의 위치

비톰(폴란드어: Bytom, 독일어: Beuthen 보이텐[*])은 폴란드 남부 실롱스크주에 위치한 도시로, 면적은 69.44km2, 인구는 183,251명(2009년 기준), 인구 밀도는 2,600명/km2이다. 카토비체 인근에 위치하며 1999년 행정 구역 개편 이전까지는 카토비체주에 속했다.

시기(市旗)
시 문장

## 역사
1254년 시로 승격되었다. 폴란드와 보헤미아 왕국의 지배를 받았고 1526년 합스부르크 왕가의 지배를 받으면서 독일어 문화권의 영향을 받게 된다.
1742년부터 프로이센 왕국의 영토가 되었고, 1871년부터는 독일 제국의 영토가 되었다. 1919년~1922년 사이 상부 슐레지엔 지방의 일부가 폴란드로 편입되었을 때는 독일 영토로 잔류하여, 삼면이 폴란드 영토로 둘러싸인 독일측 국경도시가 되었다. 1945년 포츠담 선언에 따라 폴란드에 귀속되었으며, 그로 인해 보이텐에 거주하던 많은 독일인들이 추방당했다.